# Federalny Minister do Specjalnych Poruczeń
Federalny Minister do Specjalnych Poruczeń (Bundesminister für besondere Aufgaben) – urząd ministra federalnego w Republice Federalnej Niemiec.
Federalni ministrowie do specjalnych poruczeń pozostają ministrami bez teki, często są jednak szefami Urzędu Kanclerza Federalnego (Chef des Bundeskanzleramts).

## Federalni ministrowie do specjalnych poruczeń
- 1953 – 1955: Robert Tillmanns(inne języki) (CDU)
- 1953 – 1956: Dr. Hermann Schäfer(inne języki) (FDP)
- 1953 – 1956: Waldemar Kraft (BHE)
- 1953 – 1955: Franz Josef Strauß (CSU)
- 1961 – 1966: Heinrich Krone(inne języki) (CDU)
- 1964 – 1966: Ludger Westrick(inne języki) (CDU)
- 1969 – 1972: Horst Ehmke(inne języki) (SPD)
- 1972 – 1974: Egon Bahr (SPD)
- 1972 – 1974: Werner Maihofer(inne języki) (FDP)
- 1984 – 1989: Wolfgang Schäuble (CDU)
- 1989 – 1991: Rudolf Seiters (CDU)
- 1989 – 1990: Hans Klein (CSU)
- 1990 – 1991: Sabine Bergmann-Pohl (CDU)
- 1990 – 1991: Günther Krause (CDU)
- 1990 – 1990: Lothar de Maizière (CDU)
- 1990 – 1991: Rainer Ortleb (FDP)
- 1990 – 1991: Hansjoachim Walther (DSU)
- 1991 – 1998: Friedrich Bohl (CDU)
- 1998 – 1999: Bodo Hombach (SPD)
- 2005 – 2009: Thomas de Maizière (CDU)
- 2009 – 2013: Ronald Pofalla (CDU)
- 2013 – 2018: Peter Altmaier (CDU)
- 2018 – 2021: Helge Braun (CDU)
- 2021 – 2025: Wolfgang Schmidt (SPD)
- 2025 – nadal: Thorsten Frei (CDU)